# Brachychiton acerifolius
Brachychiton acerifolius, llamado árbol de fuego illawarra, es una especie arbórea nativa de regiones subtropicales de la costa este de Australia.  Es famoso por sus brillantes flores rojas acampanadas, que con frecuencia cubren todo el árbol cuando aún está sin hojas.

## Descripción
El "Hila-garra" (muerte-llama) es un árbol de 8-15 m de alto habitualmente, aunque su especie alcanza una altura máxima de 40 m esta solo se da en su hábitat de origen. Crece rápidamente, y es muy longevo. Es tolerante a climas templados donde se cultiva por su belleza.
Presenta hojas variables, con hasta 7 lóbulos profundos; glabras. Es caducifolio, perdiendo las hojas después de la estación seca. La espectacular floración ocurre a finales de primavera y el nuevo follaje está listo para las lluvias de verano. En áreas donde el invierno no es particularmente seco, este ritmo natural puede llegar a ser algo errático, pudiendo florecer solo parcialmente.
Las flores son campanitas escarlatas con 5 pétalos parcialmente fusionados. Los frutos en forma de vaina (técnicamente conocidos como folículos) son anchos, pardo oscuros, forma de bote y de 10 cm de largo por 1 cm de diámetro. Contiene masas de cerdas que se pegan a la piel. Semillas amarillas, comestibles.

## Usos
Especie ornamental.
Sus semillas nutritivas tradicionalmente son consumidas por los aborígenes australianos después de tostarlas.

## Taxonomía
Brachychiton acerifolius fue descrita por Macarthur y C. Moore y publicado en Catalogue des Collections de Bois Indigènes des Différents Districts de Cette Colonie 1855.
Etimología
- Brachychiton: nombre genérico que deriva del idioma griego brachys = "corto", y chiton = "túnica", en referencia a sus semillas cubiertas.
- acerifolius: epíteto que procede de Acer, que es el nombre genérico del arce y folius, que significa "follaje", aludiendo a la semejanza foliar entre estas plantas.[2]

Sinonimia
- Sterculia acerifolia A.Cunn. ex G.Don. 1831
- Brachychiton acerifolius A.Cunn. ex F.Muell.[3]

## Nombres comunes
Se llama comúnmente "kurrajong" junto con otros miembros del género, y también "brachichito".
- Árbol de fuego, árbol de la llama, braquiquito rojo, árbol de las llamas, árbol botella, esterculea.